# Muriel Bristol
Blanche Muriel Bristol, née le 21 avril 1888 à Croydon et morte le 15 mai 1950 à Bristol, est une phycologue ayant travaillé a Rothamsted Research (plus tard rebaptisée Rothamsted Experimental Station) en 1919. Ses études se concentrent sur le mécanisme de captation des nutriments par les algues.

## Thé et statistiques
Un jour à Rothamsted, Ronald Fisher offrit à Muriel Bristol une tasse de thé chaud qu'il venait de servir. Muriel Bristol la refusa en expliquant qu'elle préférait le goût du thé quand le lait était versé en premier dans la tasse. Fisher, amusé, doutait cependant que l'ordre d'ajout du thé et du lait puisse affecter le goût de la boisson. Muriel Bristol insista, affirmant qu'elle était en mesure de sentir la différence. William Roach, qui avait surpris la conversation, dit « Mettons-la à l'épreuve ».
Fisher et Roach conçurent rapidement une expérience visant à évaluer la capacité de Muriel Bristol à identifier l'ordre dans lequel les deux liquides avaient été versés dans plusieurs tasses. Au terme de cette expérience, Roach proclama : « Bristol a deviné correctement l'ordre de préparation de bien plus de tasses qu'il n'en fallait pour pouvoir prouver son affirmation ». Cette expérience devint célèbre sous le nom The lady tasting tea (la dame dégustant du thé).
Cette anecdote conduisit Fisher à réaliser d'importants travaux dans la conception d’expériences statistiquement valides reposant sur la Signification statistique des résultats expérimentaux. Il conçut le Test exact de Fisher pour évaluer les probabilités et la signification statistique des expériences.

## Vie familiale
Muriel Bristol est née le 21 Avril 1888 d'Alfred Bristol, voyageur de commerce, et d'Annie Eliza, née Davies. Elle a étudié la botanique et a réalisé une thèse de doctorat sur les algues. Muriel Bristol a épousé William Roach en 1923. Elle est décédée à Bristol le 15 mars 1950 d'un cancer des ovaires.

## Hommages
Le genre d'algues Muriella[réf. souhaitée] et l’espèce d’algues Chlamydomonas muriella
 ont été nommés en l’honneur de Muriel Bristol.